# HMS Wild Goose (U45)
Le HMS Wild Goose est un sloop britannique, de la classe Black Swan modifiée, qui participa aux opérations navales contre la Kriegsmarine (marine Allemande) pendant la seconde Guerre mondiale.
Il est l'un des nombreux navires de cette classe qui ont participé au fameux "voyage six en un" en 1943 (dans lequel six sous-marins ont été coulés dans une patrouille).

## Construction et conception
Le Wild Goose est commandé le 13 avril 1940 dans le cadre de programmation de 1940 pour le chantier naval de Yarrow Shipbuilders à Scotstoun, Glasgow - Ecosse. Sa pose de la quille est effectuée le 28 janvier 1942, le Wild Goose est lancé le 14 octobre 1942 et mis en service le 11 mars 1943.
Il a été adopté par la communauté civile de Worsley dans le Lancashire, dans le cadre de la Warship Week (semaine des navires de guerre) en 1942.
La classe Black Swan modifiée était une version élargie et mieux armé pour la lutte anti-sous-marine de la classe Black Swan, elle-même dérivée des sloops antérieurs de la classe Egret. L'armement principal se composait de six canons antiaériens QF 4 pouces Mk XVI dans trois tourelles jumelles, de 6 canons jumelés de 20 mm Oerlikon anti-aérien, de 4 canons de 40 mm pom-pom. L'armement anti-sous-marin se composait de lanceurs de charges de profondeur avec 110 charges de profondeur transportées. Il était aussi équipé d'un mortier HEDGEHOG anti-sous-marin pour lancer en avant ainsi qu'un équipement radar pour le radar d'alerte de surface type 272, et le radar de contrôle de tir type 285,.

## Historique
Le 22 mai 1943, il est déployé lors de sa première mission avec d'autres sloops Wren, Woodpecker, Cygnet, Starling et Kite sur des opérations anti-sous-marines soutenant le passage vers l'extérieur du Convoi Atlantique ONS 8.
Le 18 décembre 1943, il est mis en réparation à Liverpool, puis redéployée fin janvier 1944.
Le 31 janvier 1944, il coule le U-592 avec le Starling et le Magpie, puis rejoint le Woodpecker et le Kite, participant au naufrage des sous-marins allemands U-762 (8 février 1944), U-238 et U-734 (9 février 1944), U-424 (11 février 1944) et U-653 (15 mars 1944).
À la fin du mois de mai 1944, il retourne à Liverpool pour d'autres réparations, alors qu'il est sélectionné pour participer à l'opération Neptune pour empêcher les attaques de sous-marins contre les convois d'invasion du débarquement. Le 1er juillet 1944, il est libéré de Neptune et envoyée à Belfast pour être réaménagée, se terminant en septembre 1944.
En février et mars 1945, il est déployé sur la Manche, prenant part au naufrage du U-327 par la frégate Labuan et au naufrage du U-683 par lui-même.
Après le jour de la victoire, le 6 mai 1945, il est nommé pour un transfert à la British Pacific Fleet (flotte du Pacifique britannique) après son deuxième radoub. Lorsque le radoub est achevé en septembre 1945, les Japonais se sont rendus et le Wild Goose était donc en excédent par rapport aux besoins et a été désactivé et réduit au statut de réserve.
Il est ensuite remis en service en 1946 et déployé dans le golfe Persique, passant le reste de sa carrière militaire au Moyen-Orient avant de finalement être déclassée en 1955.
Wild Goose est vendu pour la ferraille en février 1956 et est arrivé chez les casseurs Bo’ness pour démantèlement sur le Firth of Forth près d'Édimbourg le 26 février 1956.